# Pirveli Kopiti
Pirveli Kopiti (en georgiano: პირველი კოპიტი) o Aktui Kuapit (en abjasio: Актәи Кәапит) es una aldea que pertenece a la parcialmente reconocida República de Abjasia, dentro del distrito de Tkvarcheli, aunque de iure es parte del municipio de Ochmachire de la República Autónoma de Abjasia de Georgia.

## Geografía
Pirveli Kopiti se encuentra en la parte sureste de las estribaciones de Abjasia, aguas arriba del río Ojoyi, a 18 km de Tkvarcheli y a 30 km de Ochamchire. La aldea se administra desde el pueblo de Agubedia.  